# José Ángel Córdova
José Ángel Córdova Villallobos (19 de agosto de 1953 León, Guanajuato) é um médico e político mexicano, membro do Partido da Ação Nacional. Foi Deputado Federal e atualmente é o Secretário da Saúde do México no governo de Felipe Calderón Hinojosa.
José Ángel é médico cirurgião e tem mestrado em Administração Pública, ambas formações na Universidade de Guanajuato.